# Indonezyjscy arcymistrzowie szachowi
Lista indonezyjskich szachistów, posiadających tytuły arcymistrzów (GM) i arcymistrzyń (WGM), zarówno w grze klasycznej, korespondencyjnej, kompozycji szachowej, jak i w rozwiązywaniu zadań szachowych oraz tytuły arcymistrzów honorowych (HGM), przyznawanych za osiągnięcia w przeszłości. Obejmuje także zawodników, którzy barwy Indonezji reprezentowali tylko w pewnym okresie swojego życia.

## Szachy klasyczne

### arcymistrzowie
| Zawodnicy          | Rok urodzenia | Rok śmierci | Rok nadania | Uwagi |
| ------------------ | ------------- | ----------- | ----------- | ----- |
| Utut Adianto       | 1965          |             | 1985        |       |
| Herman Ardiansyah  | 1951          |             | 1986        |       |
| Cerdas Barus       | 1962          |             | 2003        |       |
| Ruben Gunawan      | 1968          | 2005        | 1999        |       |
| Edhi Handoko       | 1960          | 2009        | 1994        |       |
| Susanto Megaranto  | 1987          |             | 2004        |       |
| Herman Suradiradja | 1947          |             | 1978        |       |

### arcymistrzynie
| Zawodniczki             | Rok urodzenia | Rok śmierci | Rok nadania | Uwagi |
| ----------------------- | ------------- | ----------- | ----------- | ----- |
| Medina Warda Aulia      | 1997          |             | 2013        |       |
| Irene Kharisma Sukandar | 1992          |             | 2009        |       |